# آنرت اشتراوخ
آنرت اشتراوخ (انگلیسی: Annegret Strauch؛ زادهٔ ۱ دسامبر ۱۹۶۸) قایقران روئینگ اهل آلمان بود.